# Prajadhipok
Phra Bat Somdet Phra Poramintharamaha Prajadhipok Phra Pok Klao Chao Yu Hua (en tailandés: พระบาทสมเด็จพระปรมินทรมหาประชาธิปกฯ พระปกเกล้าเจ้าอยู่หัว), más conocido en los países occidentales como Rama VII (8 de noviembre de 1893-30 de mayo de 1941), fue el séptimo monarca de Siam bajo la Casa de Chakri. Fue el último monarca absolutista y el primero constitucional de su país. Su reinado fue una época turbulenta para Siam debido a la gran cantidad de cambios políticos y sociales durante la Revolución de 1932. También fue el único monarca siamés en abdicar.
Rama VII nació el 8 de noviembre en Bangkok, capital de Siam. El príncipe Prajadhipok fue el menor de nueve hijos que tuvo el rey Chulalongkorn (Rama V) con la reina Saovabha Bongsri. Su padre el rey Rama V, tuvo 77 hijos, 33 de ellos varones; Prajadhipok fue el menor de los 33 que fueron varones; del total de 77, tan solo una hermana era menor que él.